# Rabupura
Rabupura là một thị xã và là một nagar panchayat của quận Gautam Buddha Nagar thuộc bang Uttar Pradesh, Ấn Độ.

## Địa lý
Rabupura có vị trí 28°15′B 77°36′Đ / 28,25°B 77,6°Đ Nó có độ cao trung bình là 196 mét (643 feet).

## Nhân khẩu
Theo điều tra dân số năm 2001 của Ấn Độ, Rabupura có dân số 13.024 người. Phái nam chiếm 53% tổng số dân và phái nữ chiếm 47%. Rabupura có tỷ lệ 43% biết đọc biết viết, thấp hơn tỷ lệ trung bình toàn quốc là 59,5%: tỷ lệ cho phái nam là 54%, và tỷ lệ cho phái nữ là 30%. Tại Rabupura, 19% dân số nhỏ hơn 6 tuổi.